# Harry Van Landeghem
Harry Van Landeghem (ur. 16 czerwca 1949 w Kruibeke) – belgijski zapaśnik walczący w stylu klasycznym. Olimpijczyk z Monachium 1972, gdzie zajął jedenaste miejsce w wadze piórkowej.

## Turniej wMonachium 1972
| Konkurencja          | Walki                  | Walki                  | Walki                 | Klas. końcowa |
| Konkurencja          | Przeciwnik I           | Przeciwnik II          | Przeciwnik III        | Miejsce       |
| -------------------- | ---------------------- | ---------------------- | --------------------- | ------------- |
| 62 kg styl klasyczny | Carlos Hurtado (PER) Z | Hideo Fujimoto (JPN) P | Georgi Myrkow (BGR) P | 11.           |